# Кадирова, Фануза Фахимовна
Фануза Фахимовна Кадирова (род. 6 апреля 1998, Сардек-Баш, Татарстан) — российская хоккейная нападающая, игрок клуба «Динамо-Нева» и сборной России.

## Карьера
С пятилетнего возраста начала заниматься катанием на коньках, а позднее — хоккеем под руководством отца, Фахима Кадирова, затем у Ильнура Галимзянова в клубе «Орион» (Кукмор). С седьмого класса тренировалась в Казани под руководством Сергея Николаевича Столбуна. С 2012 по 2020 год выступала за клуб «Арктик-Университет» (Ухта), являлась вице-капитаном команды. Участвовала в матче звёзд ЖХЛ в 2017 году.
С ноября 2020 года выступает за петербургский хоккейный клуб «Динамо-Нева».

### В сборной
Выступала за юношескую сборную России. На молодёжном чемпионате мира 2015 года стала бронзовым призёром, в четвертьфинале забила два решающих гола в ворота команды Финляндии и помогла отыграться со счёта 0:3 до 4:3, также забивала голы в полуфинале и матче за третье место. Была признана лучшей нападающей сборной России на турнире, вошла в символическую сборную турнира и в пятёрку лучших бомбардиров чемпионата с 8 очками (5+3). В 2016 году была капитаном молодёжной сборной.
С 2015 года выступает за взрослую сборную России. Бронзовый призёр чемпионата мира 2016 года, принимала участие также в чемпионатах 2015 и 2017 годов. Победительница зимней Универсиады 2017 года.

## Личная жизнь
Отец, Фахим Кадиров, играл в хоккей на любительском уровне. Брат, Булат Кадиров, выступал в МХЛ за альметьевский «Спутник».